# De Voortrekkers
De Voortrekkers è un film muto del 1916 diretto da Harold M. Shaw che lo girò in Sudafrica. Il film ricostruisce la vicenda del Grande Trek - la migrazione dei boeri che, guidati da Piet Retief, volevano sottrarsi al sempre più stringente controllo dei britannici sulla Colonia del Capo - e della battaglia di Blood River che, combattuta il 16 dicembre 1838, vide la vittoria del generale Andries Pretorius, a capo dell'esercito dei Voortrekker boeri, sugli zulu di Dingane che avevano massacrato Piet Retief e i suoi.

## Produzione
Il film fu prodotto dall'African Film Productions.

## Distribuzione
In Sudafrica, il film uscì nelle sale il 14 dicembre 1916; il copyright, richiesto dalla African Film Productions, fu registrato il 19 febbraio 1917 con il numero LP12292. Negli Stati Uniti, il film fu distribuito dalla Arrow Film Corporation nel dicembre 1924 con il titolo inglese Winning a Continent; registrato dalla Ltd. Arrow Pictures, il copyright statunitense fu registrato il 22 dicembre 1924 con il numero LP20938.
Il 3 dicembre 2008, il film è stato proiettato a Londra nell'ambito del London African Film Festival. Il 31 gennaio 2010, è stato presentato in Svezia al Göteborg International Film Festival.